# Піпер-Едсік

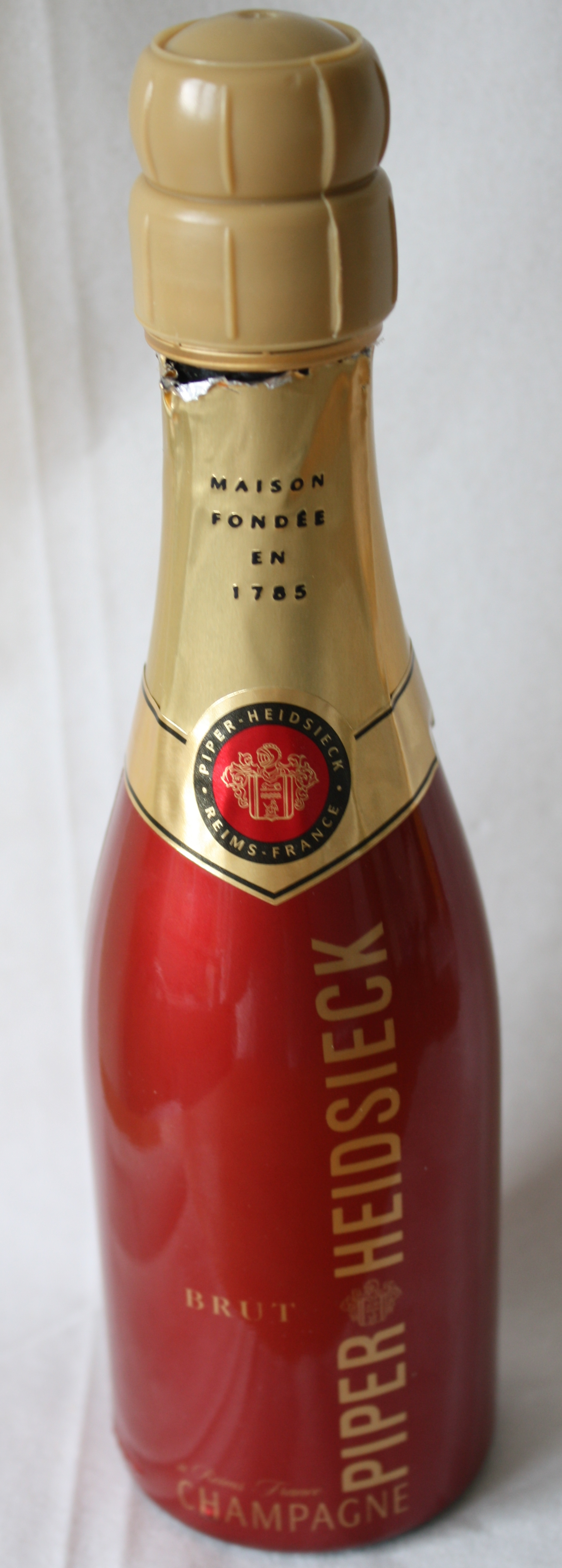
Пляшка шампанського Піпер-Едсік

Піпе́р-Едсі́к (фр. Champagne Piper-Heidsieck) — найбільша фірма шампанських вин дому Едсік, заснована в 1834 році у Реймсі.

## Історія
Крістіан Едсік, небіж засновника династії виноробів Флорана-Людвіга Едсіка та водночас молодший брат Шарля-Анрі Едсіка, який прийшов у фірму в 1805 році, почав свою діяльність в домі Едсік в 1808 році.
1834 року Крістіан Едсік заснував власний дім шампанських вин, але наступного року несподівано помер. Його дружина продовжила справу померлого чоловіка, переіменувавши фірму на «Вдова Едсік» (фр. Veuve Heidsieck). 1837 року вона вийшла заміж за свого швагера Анрі-Ґійома Піпера.
Для Дому Піпер-Едсік в США працював надзвичайно підприємливий представник фірми Жан-Клод Кюнкельман, який значно підняв продажі. Після повернення до Реймсу Кюнкельман інвестував велику суму в розвиток Дому Едсік, що якийсь час навіть називався «Кюнкельман і Ко».
У 1989 році фірма Піпер-Едсік була придбана групою Ремі Куантро.
У 2011 перейшла у власність Européenne de Participation Industrielle (EPI)